# Bathykorus bouilloni
Bathykorus bouilloni là một loài sứa đã được mô tả đầu tiên trong năm 2010. Nó là một loài biển sâu được tìm thấy ở Bắc Băng Dương và dường như sinh sống phổ biến ở độ sâu dưới 1.000 m (3.300 ft).. Đây là loài duy nhất trong chi của nó, Bathykorus. Tên chi đến từ bathy Hy Lạp có nghĩa là "sâu" và korus có nghĩa là "mũ chụp", đề cập đến độ sâu mà ở đó các loài này được tìm thấy và hình dạng của chuông. Tên cụ thể đặt theo Tiến sĩ Jean Bouillon (1926-2009), một nhà động vật học biển.
Loài này trong suốt màu hơi xanh nhạt, chiều rộng khoảng 2 cm.
Bathykorus bouilloni được tìm thấy ở Bắc Băng Dương, đặc biệt là xung quanh Greenland và phía bắc của Canada. Sứa chỉ có thể được tìm thấy ở độ sâu dưới nước từ 800 đến 2.500 m (2.600 - 8.200 ft), nhưng nó phổ biến hơn ở độ sâu trung bình của phạm vi này.